# Consortium Classicum
Das  Consortium Classicum war ein 1966 gegründetes deutsches Kammermusikensemble. Es bestand bis in die 2010er Jahre.
Das Ensemble wurde 1966 vom Klarinettisten Dieter Klöcker mit dem Ziel gegründet, die Kammermusik der Klassik und Frühromantik zu fördern und zu pflegen. Das Ensemble hatte seinen Ursprung im Detmolder Bläserkreis und entwickelte sich über das Rheinische Bläsersextett in seine spätere Form. Die Musiker spielten in variabler Besetzung das Standardrepertoire und widmeten sich ebenso neuentdeckten Musikstücken.
Das Ensemble bestand aus Solisten, Musikprofessoren und Mitgliedern von namhaften Orchestern, die auf zahlreichen Festivals im In- und Ausland wie den Salzburger Festspielen, den Wiener Festwochen, den Berliner Festwochen unter anderem in den USA, Südamerika, Japan Russland, China und Australien weltweite Beachtung und Anerkennung fanden.
Ergänzt wurde die Konzerttätigkeit durch Beiträge in TV-Dokumentationen im ZDF, zum Beispiel in Mozart in China und Wiederentdeckte Serenaden von Wolfgang Amadeus Mozart sowie in Filmen der ARD wie Jüdische Kammermusik, im ORF, Japan TV und im Schweizer Fernsehen. Zahlreiche Schallplatten- und CD-Einspielungen wurden mit Preisen wie dem Deutschen Schallplattenpreis, dem Premio della Critica Discografica Italiana und der Wiener Flötenuhr ausgezeichnet. 
Ein hauseigenes Musikarchiv entstand aus jahrzehntelanger Grundlagenforschung in Schlössern, Klöstern und Bibliotheken und enthielt Werke vergessener Meister des 18. und 19. Jahrhunderts.